# Enota za specialno delovanje
Enota za specialno delovanje (kratica: ESD) je specialna enota Slovenske vojske, ki deluje v sestavi Poveljstva sil Slovenske vojske; enota je nastanjena v vojaški bazi Slovenske vojske Škrilj na Kočevskem.
Enota je profesionalna, visoko usposobljena specialna enota, ki je organizirana in usposobljena za izvajanje specialnih operacij oz. nekonvencionalnega bojevanja.

## Zgodovina
Predhodne enote
Enota je bila ustanovljena 22. junija 1998 kot Odred za specialno delovanje s preoblikovanjem dotedanjega Odreda za hitre intervencije, dela reorganizirane 1. specialne brigade MORiS. 17. decembra 2001 je odred prejel bojni prapor. 
Enota za specialno delovanje
Leta 2004 se je odred notranje reorganiziral in preimenoval v Enoto za specialno delovanje. Danes je enota podrejena Poveljstvu sil.

## Poveljstvo
Poveljniki
- podpolkovnik Boris Mikuš
- podpolkovnik Uroš Paternus (?–7. januar 2011[1])
- major Anže Rode (7. januar 2011[1]–2. oktober 2011[2])

Namestniki poveljnika
- stotnik Bojan Langerholc (1. junij 2009[3]– ?)

Enotovni podčastnik
- višji štabni vodnik Peter Adamič (2004-2008)
- praporščak Branko Čož (2008 - danes)

## Organizacija
- poveljstvo
- oddelek za zveze
- bojne skupine
- logistična skupina

## Pehotna oborožitev
- FN SCAR
- FN Minimi
- FN F2000
- Zastava M70
- Heckler & Koch MP5
- Heckler & Koch MP7
- SIG Sauer P226
- Beretta 92
- PGM Ultima Ratio Commando
- PGM Mini-Hecate .338
- PGM Hecate II